# КК Фуенлабрада
КК Фуенлабрада (шп. Baloncesto Fuenlabrada) је шпански кошаркашки клуб из Фуенлабраде, града у мадридском региону. Тренутно се такмичи у Другој лиги Шпаније.

## Историја
Клуб је основан 1983. године. У АЦБ лигу по први пут се пласирао 1996. године и од тада је њен редован учесник, изузев сезона 1997/98. и 2004/05. када је испадао у нижи ранг. Најбољи пласман у регуларном делу сезоне било је седмо место у неколико наврата, а ни у плеј-офу нису пролазили четвртфинале. Четвртфинале је било највиши домет и у Купу Шпаније.
На међународној сцени најбољи резултати клуба су четвртфинала Купа Радивоја Кораћа 2001/02. и Еврочеленџа 2011/12, док је свој за сада једини наступ у Еврокупу завршио у првој (групној) фази.

## Учинак у претходним сезонама
| Сез.     | Првенство Шпаније     | Куп Шпаније  | Европско такмичење               | Европско такмичење |
| -------- | --------------------- | ------------ | -------------------------------- | ------------------ |
| 2015/16. | Четвртфинале плеј-офа | Четвртфинале | —                                |                    |
| 2016/17. | 12. место             | —            | Еврокуп — Топ 16                 |                    |
| 2017/18. | 9. место              | Четвртфинале | —                                |                    |
| 2018/19. | 13. место             | —            | ФИБА Лига шампиона — Групна фаза |                    |
| 2019/20. | 17. место             | —            | —                                |                    |
| 2020/21. | 15. место             | —            | —                                |                    |
| 2021/22. | 14. место             | —            | —                                |                    |
| 2022/23. | 18. место             | —            | —                                |                    |

## Познатији играчи
- Густаво Ајон
- Естебан Батиста
- Сергеј Гладир
- Хозе Мануел Калдерон
- Давор Кус
- Дејан Мусли
- Алексеј Нешовић
- Иван Паунић
- Велимир Перасовић
- Пабло Приђони
- Вук Радивојевић
- Марко Томас
- Валтер Херман
- Бранко Цветковић